# Myroslaw Sitschynskyj

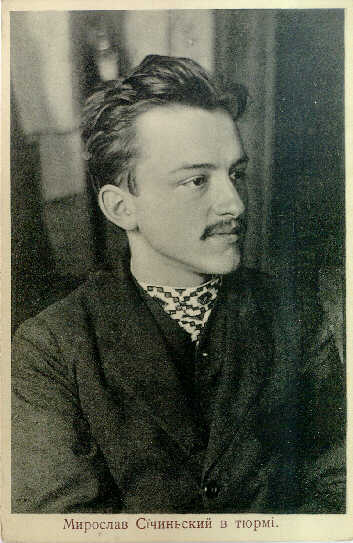
Myroslaw Sitschynskyj (1909)

Myroslaw Mykolajowytsch Sitschynskyj (ukrainisch Мирослав Миколайович Січинський, * 11. Oktober 1886 in Tschernychiwzi, Galizien, Österreich-Ungarn; † 16. März 1979 in Westland, Vereinigte Staaten) war ein ukrainischer Aktivist, Politiker, Zeitungsherausgeber und Attentäter.

## Biografie

### Leben in Österreich-Ungarn
Sein Vater war ein katholischer Priester und Politiker. Sitschynskyj besuchte die Gymnasien in Kolomyja und Przemyśl und studierte an einer Universität in Wien und an der Nationalen Iwan-Franko-Universität in Lwiw. Er war ein Mitglied der Ukrainischen Sozialdemokratischen Partei und nahm an Demonstrationen und Hungerstreiks für die Ruthenen und gegen polnischen Einfluss und angeblichen Wahlbetrug teil. Im Jahr 1907 gehörte er zu fast hundert ukrainischen Studenten, die das Universitätsgebäude beschlagnahmten. Sie forderten, dass die Einweihung der Studenten nicht nur auf Polnisch, sondern auch auf Ukrainisch erfolgen sollte. Sie hingen eine blau-gelbe Fahne an ein Fenster. Die Demonstranten wurden verhaftet und nach einem viertägigen Hungerstreik freigelassen.
Der damalige Statthalter Galiziens war Andrzej Kazimierz Potocki, ein konservativer und autoritärer polnischer Graf. Er ließ gewaltsam die Agrarstreiks galizischer Landwirte unterdrücken und setzte bei den Wahlen Verwaltungsressourcen gegen die Ukrainer ein. Bei der Wahl zum galizischen Landtag im Februar 1908 unterstützte er polnische und russophile Kandidaten, die größtenteils durch Wahlmanipulation Parlamentssitze erlangten. Bei diesen Wahlen versuchten die Polizei und die lokale Verwaltung durch Bestechung, Fälschung und Einschüchterung der Wähler, die gewünschten Ergebnisse für den Statthalter zu erzielen. Im Bezirk Buczacz töteten  Gendarmen im Wahllokal der Stadt Koropez Marko Kahanez mit Bajonetten. In Hirske wurden fünf ukrainische Dorfbewohner getötet, die gegen Massenfälschungen zugunsten der Polen protestierten. Andererseits war Potocki laut Kost Lewyzkyj bereit, sich mit den Ukrainern zu verständigen, zum Beispiel durch die Missachtung russophiler Mandate des Landtages um die kulturellen und wirtschaftlichen Forderungen der Ukrainer zu befriedigen und den Versuch, einen Ukrainer zum zweiten Vizepräsidenten des Regionalschulrats ernennen zu lassen. Bei der Wahl erhielten ukrainische Populisten und Radikale 11 Mandate. Sitschynskyjs Mutter, die als Komplizin verhaftet wurde, sagte, sie habe mit ihrem Sohn über seinen Attentatsplan gesprochen und ihm das notwendige Geld gegeben. Am 12. April 1908 tötete Sitschynskyj Potocki bei einer öffentlichen Audienz in Lwiw.
Laut Sitschynskyj sagte er zu Potocki, dass er gekommen sei, um ihm das Leben zu nehmen, weil er den Ukrainern ihre verfassungsmäßigen Freiheiten verweigert hatte. „Das ist für Euch, für die Wahlen, für Kahanez“, sagte er angeblich und schoss dabei mehrmals mit einem Revolver auf Potocki. Die erste Kugel traf ihn in die Stirn. Dann soll er einen Diener begleitet und eine Stunde auf das Eintreffen der Polizei gewartet haben. Er hatte im Voraus entschieden, dass es unanständig wäre, ihn zu erschießen und zu fliehen, weil seine Motive missverstanden hätten werden können. Einige Historiker neigen dazu, in Sitschynskyjs Attentat nicht nur politische, sondern auch persönliche Motive zu sehen. Sie glaubten insbesondere, dass Sitschynskyj psychische Probleme hatte. Einige Monate zuvor beging sein Bruder Mstislaw Selbstmord und Myroslaw selbst galt als selbstmordgefährdet. Doch während des Prozesses stellten die Ärzte fest, dass er gesund war und für seine Taten zur Rechenschaft gezogen werden konnte.
Die Ermordung des Statthalters löste in der galizischen Gesellschaft nicht nur bei Polen, sondern auch auf ukrainischer Seite heftige Reaktionen aus. Die in Lwiw erschienene Zeitung Dilo kommentierte Sitschynskyjs Tat folgendermaßen: „Es ist passiert! Dies wird als erster politischer Terrorakt im konstitutionellen Österreich in die Geschichte eingehen.“ Im Anschluss an dieses Ereignis begannen die galizischen Ukrainer ein beliebtes Lied zu singen, das den Satz: „Es lebe unser Sitschynskyj und möge Potocki verrotten!“ enthielt. Myroslaw wurde zu einem beliebten Namen für Jungen. Sitschynskyj wurde zu einem lebenden Symbol der ukrainischen Unabhängigkeit. Metropolit Andrej Scheptyzkyj und andere griechisch-katholische Bischöfe verurteilten die Tat. Auch viele gemäßigte galizische Politiker, wie die Mitglieder von Sitschynskyjs Partei und die Angehörigen der ukrainischen Parlamentsvertretung, verurteilten trotz der allgemeinen Empörung über die Brutalität der Behörden während der Wahlen das Attentat. In Galizien war es der erste Mord an einem hochrangigen Beamten aus politischen und nationalen Gründen. Nach der Ermordung Potockis verschärfte sich die Feindschaft zwischen galizischen Polen und Ukrainern, die sich in den folgenden Jahrzehnten manifestierte. Am Tag nach dem Attentat marschierte eine polnische Menge durch Lwiw, vandalisierte ukrainische Institutionen und zerbrach einige Fenster im Nationalen Museum. In den folgenden Tagen kam es zu Pogromen. Außerdem markierte das Attentat den Übergang von friedlichen zu bewaffneten Mitteln.
Sitschynskyj wurde zum Tod durch Erhängen verurteilt. Später ersetzte der österreichische Kaiser auf Wunsch von Chrystyna, der Witwe des Statthalters aus der Familie Tyszkiewicz, die Todesstrafe durch 20 Jahre Gefängnis. Im Juli 1909 wurde Sitschynskyi zum Gefängnis Dibrowa in Stanyslawiw gebracht.

### Leben in den USA
Die ukrainische Diaspora in den USA schickte Geld um Sitschynskyj zu unterstützen. Er verbüßte zwei Jahre, bevor er am 3. November 1911 mit Hilfe sympathisierender ukrainischer und bestochener polnischer Wachen entkam. Er versteckte sich in Rumänien und Skandinavien, bevor er am 21. Oktober 1914 mit einem falschen Pass in die Vereinigten Staaten einwanderte. Ukrainische Organisationen konnten die US-Regierung überreden, Sitschynskyj politisches Asyl zu gewähren. 1915 wurde er dort als politischer Flüchtling akzeptiert, weil das Attentat laut der Einschätzung der US-Regierung „rein politisch“ war.
Sitschynskyj begann, die USA und Kanada zu bereisen und für die Unabhängigkeit der Ukraine zu schreiben. Er besuchte Rochester 1916 auf Einladung eines Professors der dortigen Universität und ließ sich dort schließlich dauerhaft nieder. Er fand in der Stadt eine ethnische Gemeinschaft, die seinen Wunsch teilte, die ukrainische Sprache und Kultur zu fördern und sich für ihre Unabhängigkeit von der österreichisch-ungarischen Monarchie einzusetzen. Er war ein frühes und aktives Mitglied des ukrainischen Bürgerzentrums in Rochester, Lehrer an einer ukrainischen Abendschule und regelmäßiger Dozent über osteuropäische Politik.

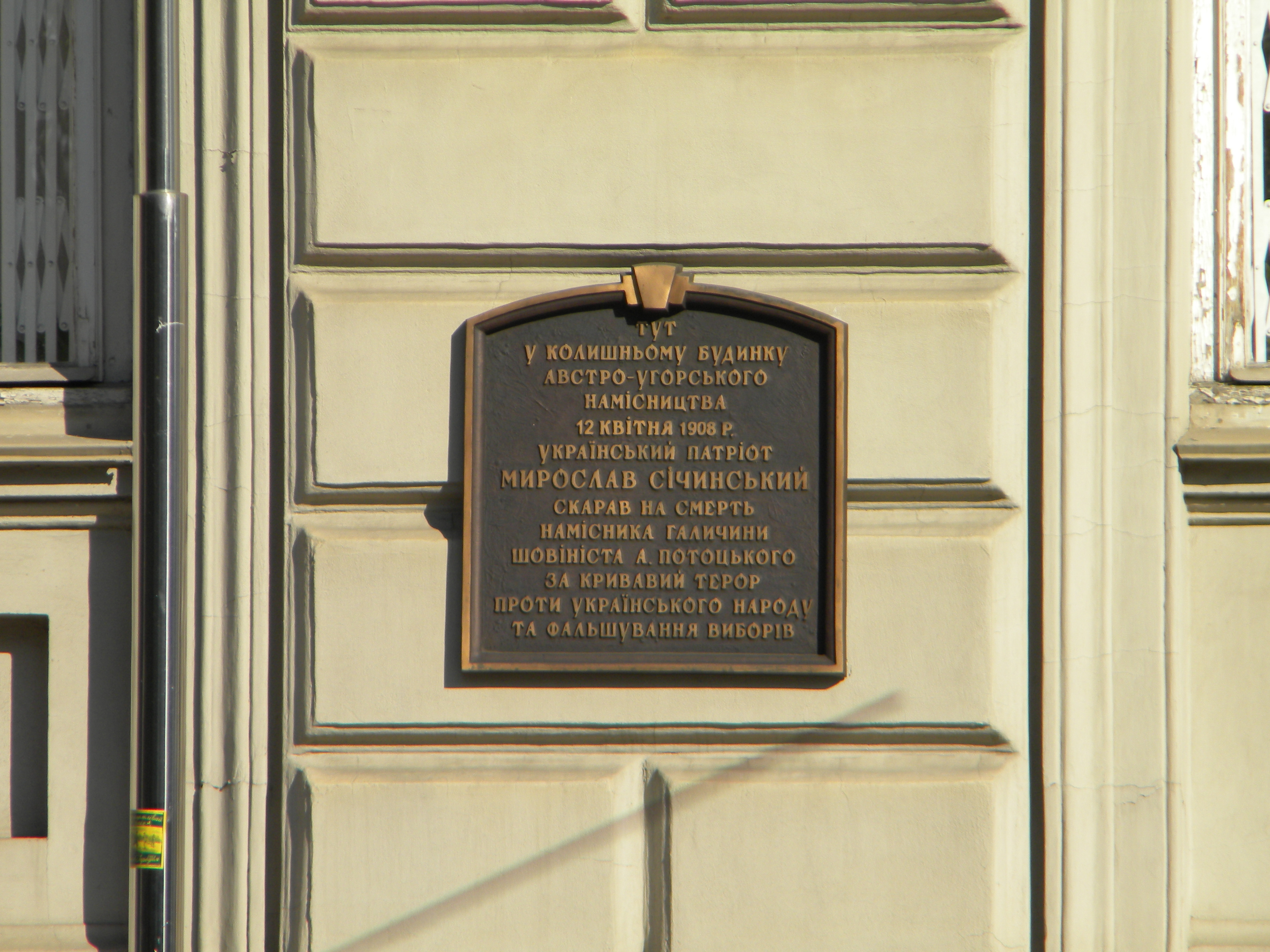
Gedenktafel für Sitschynskyj am Lwiwer Parlamentsgebäude mit der Aufschrift: „Hier im ehemaligen Gebäude der österreichisch-ungarischen Statthalterei, am 12. April 1908, forderte der ukrainische Patriot Myroslaw Sitschynskyj den Tod des chauvinistischen Statthalters Galiziens A. Potocki wegen blutigen Terrors gegen das ukrainische Volk und Wahlfälschung“

Er engagierte sich als Gründer der ukrainischen Föderation der Sozialistischen Partei Amerikas und als Herausgeber der Wochenzeitungen Robitnyk (1914–20) und Narod (1917) in der ukrainisch-amerikanischen Gemeinschaftsarbeit. Als führender Aktivist der Föderation der Ukrainer in den Vereinigten Staaten wurde er zum Herausgeber der Zeitung Ukrajinska haseta ernannt. 1920 half er bei der Gründung der Organisation Oborona Ukrajiny (= „Verteidigung der Ukraine“) und gab deren Zeitung Ukrajinska hromada (= „ukrainische Gemeinde“) heraus. Seine Memoiren wurden 1928 von Mykyta Shapoval veröffentlicht. 1930 schloss er sein Studium der Geologie und Geschichte an der University of Rochester ab. Ein Mitglied der ukrainischen Diaspora aus Rochester sagte 1938: „[Sitschynskyj] bedeutet für uns, was Mr. Lincoln für Amerika bedeutet.“ Von 1933 bis 1941 war Sitschynskyj Vorsitzender des Ukrainischen Arbeiterverbands, einer ethnischen Arbeiterorganisation mit Sitz in Pennsylvania. Er vertrat sozialistische Überzeugungen, die sich in den 1940er Jahren in eine zunehmend pro-sowjetische Haltung niederschlugen, was dazu beitrug, die Krise voranzutreiben, die zur Auflösung der Oborona Ukrajiny führte. Er trat der Kommunistischen Partei der USA bei und besuchte mehrfach die Sowjetukraine. Die Sympathie zur Sowjetunion trübte schließlich seinen Ruf, insbesondere bei denen, die wegen Josef Stalin aus der Ukraine geflohen waren. Im Jahr 1958 führte eine örtliche Petition zu Ehren Sitschynskyjs zum 50. Jahrestag der Ermordung Potockis zu einem politischen Gedränge.
Ein Gemeindeleiter schrieb über Sitschynskyj:

„Es stimmte, dass Sitschynskyj den Grafen Potocki ermordet hatte ... einen Mann, der direkt für den Tod vieler Ukrainer verantwortlich war. Was Sitschynskyj damals getan hatte, war gut und niemand bestritt ihm das. Es war zu bedenken, dass es viele Jahre lang einen anderen Mörder unschuldiger Ukrainer gegeben hatte – Josef Stalin – und dass Sitschynskyj weder Stalin noch seine Politik kritisiert hatte.“

Zu diesem Zeitpunkt hatte Sitschynskyj Rochester verlassen. Seine pro-sowjetische Einstellung führte dazu, dass er marginalisiert und vergessen wurde. Er starb im Alter von 91 Jahren in Michigan.

## Nachwirkung
Einige Aspekte von Sitschynskyjs Tat wurden vom Schriftsteller Jewhen Kurtyak in dem 1981 in Lwiw veröffentlichten Buch „Gouverneursmauern“ beschrieben. Im Dezember 2012 beschloss das Parlament der Oblast Lwiw Sitschynskyj zu ehren. Im Januar 2014 wurde an der Vorderwand des Parlamentsgebäudes in Lwiw eine Gedenktafel für ihn angebracht.